# Nouille
Pour les articles homonymes, voir Nouille (homonymie).
 (janvier 2016).
Si vous disposez d'ouvrages ou d'articles de référence ou si vous connaissez des sites web de qualité traitant du thème abordé ici, merci de compléter l'article en donnant les références utiles à sa vérifiabilité et en les liant à la section « Notes et références ».

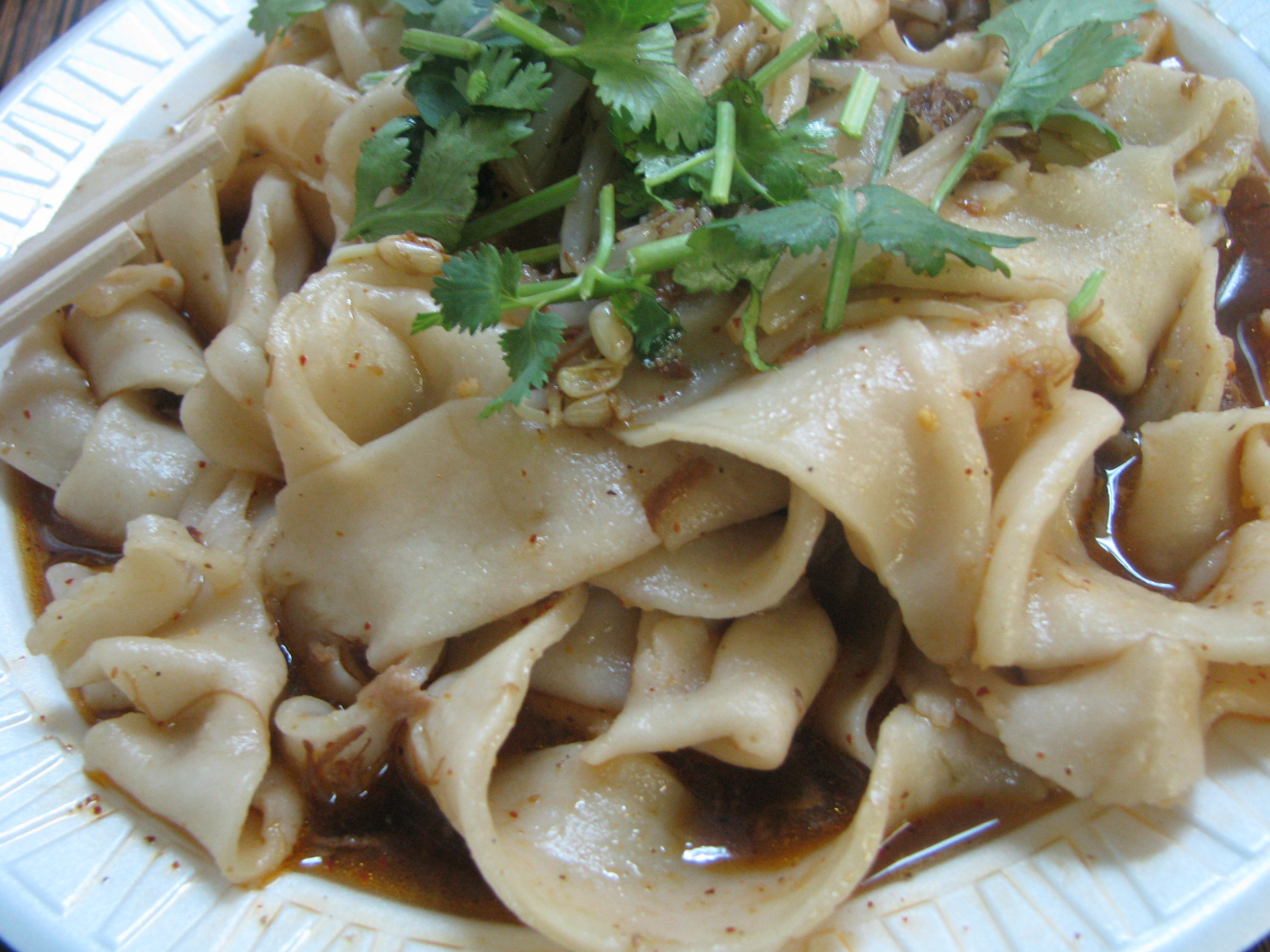
Nouilles biáng biáng de Xi'an (Chine).

Les nouilles sont des pâtes alimentaires. Elles peuvent avoir différentes formes : courtes ou longues, rondes ou plates, en forme de tubes, coupées en lamelles, etc. Elles sont le plus souvent fabriquées à l'aide de farine de blé dur ou de blé tendre, mais il en existe de millet, de blé noir (sarrasin), de riz ou de différentes autres céréales. Il existe également de patate douce (comme les dangmyeon), de haricot mungo, de konjac, etc.

## Étymologie

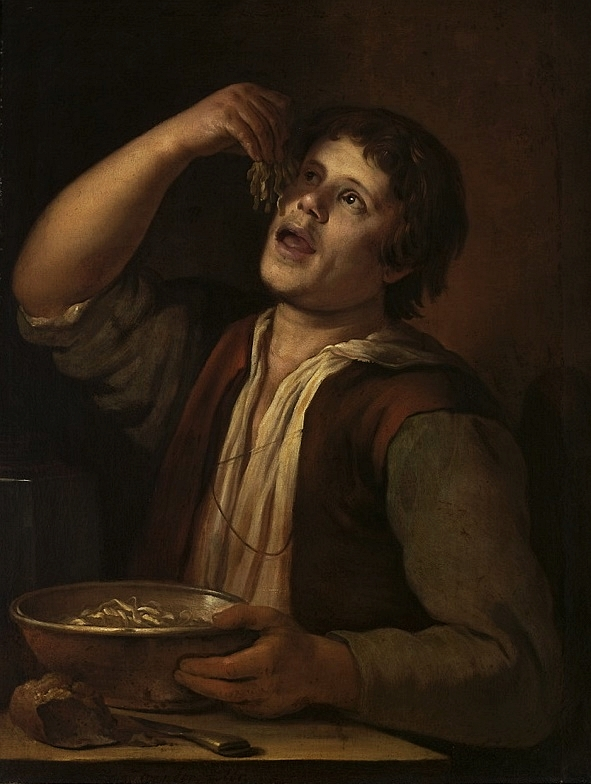
Homme mangeant des nouilles par Jan Vermeer van Utrecht (1656).

Le terme est emprunté avant 1767 à l'allemand Nudel, « pâte alimentaire » (au singulier), lui-même d'origine incertaine (sûrement du latin nodulus). En allemand, il est attesté vers 1550, et il est emprunté par l'anglais en 1779 pour donner noodle. Le terme français s'est écrit noudle ou nudeln vers 1765 (on trouve par exemple une entrée « NOUDLES ou NUDELN » dans l'Encyclopédie ou Dictionnaire raisonné des sciences, des arts et des métiers), puis nouilles, au pluriel, dès 1767.
Il désigne alors une variété précise de pâtes alimentaires, mais la langue familière tend parfois à l'employer pour désigner de nombreux types de pâtes.[réf. nécessaire]

## Farines utilisées
Les nouilles constituent l'un des principaux aliments de base en Extrême-Orient. Les nouilles instantanées à base de kansui souvent aromatisées en sont un type récent.
Les plus fréquentes sont constituées d'une pâte de blé (blé dur, blé tendre, sarrasin) ou de riz (riz blanc, riz gluant) mais, elles peuvent être à base d'autres éléments, traduite parfois par vermicelle :
- nouilles de blé (dur ou tendre) : les lāmiàn (donnant les ramen en version japonaise), dandan mian, re gan mian chinoises, udons japonaises ;
- blé sarrasin : comme les qiaomian (荞面) chinoises, les makgoksu (ko) ou encore, mais mélangées, naengmyeon coréennes ou les soba japonaises) ;
- nouilles de riz : faites de riz blanc, parfois appelées vermicelles de riz ;
- riz gluant : nian gao ;
- haricot mungo : généralement appelées vermicelle de soja, parfois appelés « cheveux d'ange » ou encore « vermicelles cristal[5] », utilisés dans le sud de la Chine et au Viet Nam ;
- patate douce : plutôt dans les régions à l'est de la Chine, comme les dangmyeon coréennes. Une version plus fine et moins longue est utilisée à Wenzhou dans le Sud-Est de la Chine ;
- konjac : les konnyaku shirataki japonaises) ;
- millet : les plus anciennes nouilles que l'on ait retrouvées étaient faites de millet, dans une vallée de l'actuelle Qinghai. Le millet est une céréale populaire en Mongolie (extérieure et intérieure), adaptée au climat rude des plateaux de steppe de climat continental. Elle y est donc la principale source de féculent pour fabriquer des nouilles, ainsi que d'autres aliments à base de pâte, comme le gâteau-semelle, consommé pour le Nouvel An mongol ;
- Sur les plateaux de hautes altitudes (plateaux entre 3 500 et 6 000 mètres d'altitude) que constitue le plateau du Tibet, la principale céréale est l'orge du Tibet, variété rustique, avec laquelle on fait la tsampa. Elle y est donc utilisée pour faire des nouilles et différentes boissons alcoolisés (bière, apéritif, spiritueux).

### Fabrication manuelle

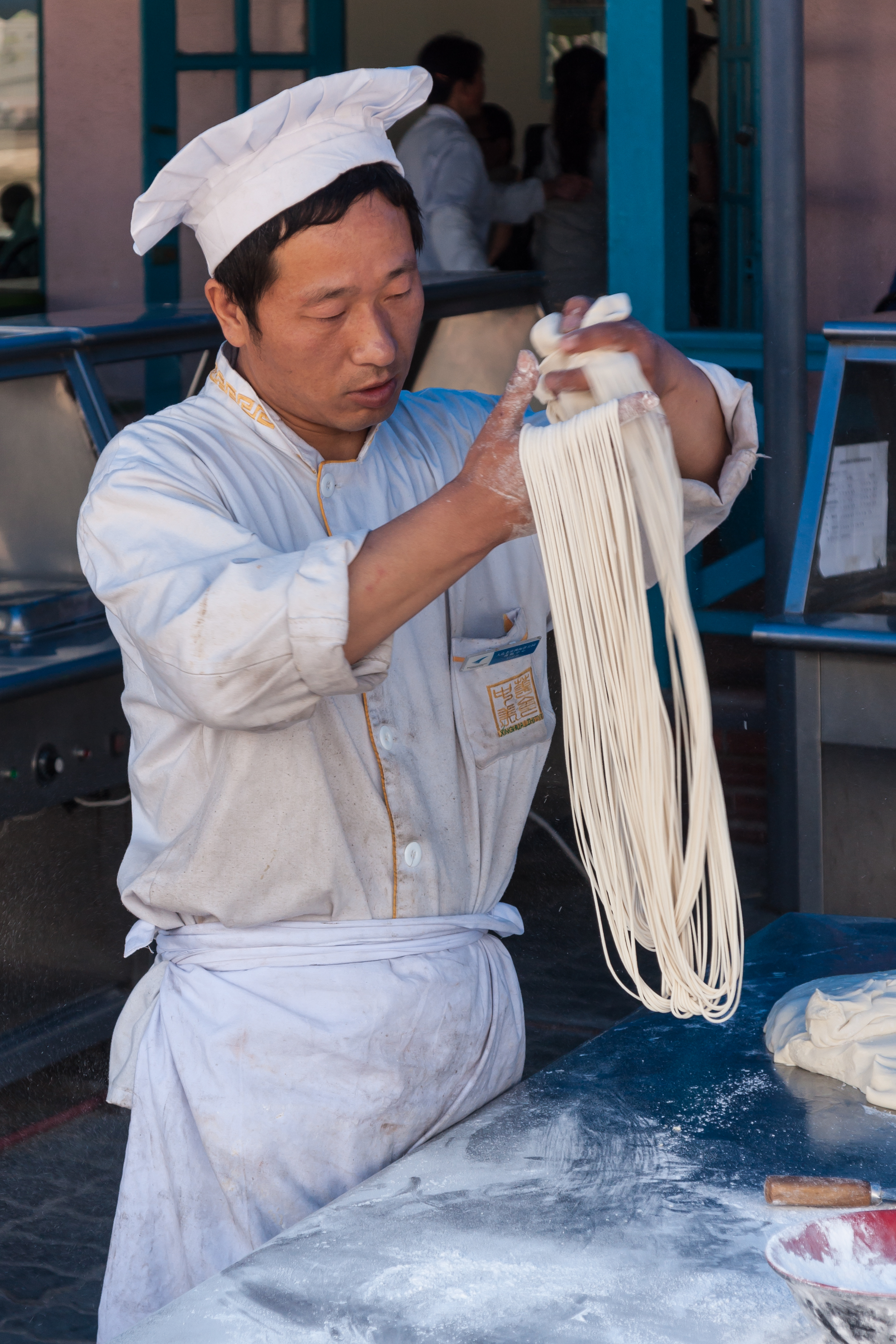
Fabrication traditionnelle de nouilles impliquant l'étirage à la main (lāmiàn) à Dalian (Chine).

Parmi les différentes méthodes de préparation manuelles pour des pâtes fraîches, on peut citer :
- étirées à la main, comme les très célèbres Lanzhou lāmiàn en Chine ;
- pliées plusieurs fois, puis coupées au couteau, comme les soba au Japon ;
- pâtes préparées, mises dans un récipient contenant des trous les poussant directement dans l'eau bouillante ;
- en pâton épais, coupé d'un geste ou au couteau, puis lancé dans l'eau bouillante de cuisson, comme les daoxiao mian du Shaanxi, en Chine.

## Histoire
En octobre 2005, des scientifiques de l'Académie des sciences de Pékin ont découvert sur les rives du fleuve Jaune, sur le site archéologique de Lajia dans la province de Qinghai, dans le nord-ouest de la Chine actuelle, les plus anciennes nouilles du monde, vieilles de 4 000 ans. Ces nouilles avaient été faites à base de deux types de millet (Setaria italica et Panicum miliaceum).